# 한정치산자
한정치산자는 정신 장애가 있거나, 낭비가 심하여 가정 법원으로부터 재산의 관리나 처분을 제한하는 선고를 받은 사람을 말한다.
금치산 선고와 기준이 비슷하여 정신 장애, 심신 미약, 도박, 사이비 종교 등으로 인해 심한 재산적 낭비가 발생하는 경우 선고한다. 법률행위가 불가능한 금치산자와는 다르게 법정대리인의 동의가 있다면 법률행위가 가능하다.
한정치산을 선고한 사유가 소멸한 경우 법원은 한정치산 선고를 취소하여 행위능력을 회복하여야 한다.
2013년 7월 1일 개정 민법 시행 후의 피한정후견인(被限定後見人)과 비슷하지만 7월 2일 부로 한정치한자로 선고된 자들은 능력자가 되었다.

## 같이 보기
- 피한정후견인